# Notoxus holmi
Notoxus holmi es una especie de coleóptero de la familia Anthicidae.

## Distribución geográfica
Habita en Botsuana.